# Pycnandra heteromera
Pycnandra heteromera är en tvåhjärtbladig växtart som först beskrevs av Willem Willen Vink, och fick sitt nu gällande namn av Swenson och Jérôme Munzinger. Pycnandra heteromera ingår i släktet Pycnandra och familjen Sapotaceae. Inga underarter finns listade i Catalogue of Life.